# Векліч Віталій Вікторович
Віта́лій Ві́кторович Ве́кліч - український хірург вищої категорії в галузі дитячої та дорослої хірургії і травматології, доктор медицини, дійсний член Української академії наук, винахідник, кандидат медичних наук. Народився 3 лютого 1953 р. в місті Вінниця, Україна.

## Освіта
- 1979 р. – Вінницький національний медичний університет ім. М.І. Пирогова;
- 1980 р. – інтернатура за напрямом «Дитяча хірургія», Вінницький національний медичний університет ім. М.І. Пирогова;
- 1986 р. – аспірантура за фахом «Ортопедія», Український науково-дослідний інститут травматології і ортопедії НАМН України, м.Київ. Захистив дисертацію “Черезкістковий остеотинез -через і надмищелкових переломів плечової кістки у дітей”

## Біографія
1979-1980 роки - дитячий ортопед-травматолог у вінницькій дитячій клінічній лікарні.  
Протягом 1983-1986 років навчався в очній аспірантурі Київського Науково-Дослідного Інституту ортопедії і по завершенню захистив дисертацію на тему: "Чрезкістковий остеосинтез при чрез- та надмищелкових переломах плечової кістки у дітей". 
У 1977 році нагороджений золотою медаллю за наукову працю "Лімфографія у хворих лімфогранулімотозом" на Всесоюзному з'їзді Дитячих Хірургів та відвідав курс «Стиснення та відволікання остеосинтезу Ілізарова» в Курганському науковому центрі реставраційної травматології та ортопедії в місті Курган, СРСР. 
З 1986 по 1992 роки працював у Київському Науково-Дослідницькому Інституті (1986-1988) молодшим науковим співробітником, провідним ортопедом-травматологом (1988-1990). У 1990 році отримав посаду провідного наукового співробітника у клініці костно-гнійної хірургії. 
1993 року - засновник та голова медичного центру сучасної косметичної ортопедії та травматології "Ладістен Клінік".
Протягом своєї медичної практики модифікував апарат Ілізарова перетворивши його в більш зручний і надійний апарат зовнішньої фіксації кінцівок Векліча, що дало змогу мінімізувати ризики виникнення контрактур, травмування та інфікування у пацієнтів під час корекції варусної та вальгусної деформацій, подовженню кінцівок.
Опублікував понад 150 наукових статей про нові методи лікування в ортопедії і травматології, поліпшенні апарату Ілізарова і лікуванні складних переломів, наслідків ахондроплазії, варусної та вальгусної деформації ніг.
Є автором методики корекції варусної деформації ніг з використанням апарата зовнішньої фіксації, яка зареєстрована в Бібліотеці Конгресу США та захищена Законом про авторське право Сполучених Штатів Америки.
2016-2019 роках бере участь в ролі експерта в третьому та четвертому сезонах національного проєкту  “Я соромлюсь свого тіла” на телеканалі СТБ де за допомогою апарата зовнішньої фіксації власної розробки зробив реконструктивну операцію Юліану Горбачу з діагнозом сагітальна деформація нижніх кінцівок (дугоподібне і кутове викривлення ніг вперед) та кам’янчанину Руслану Дорожку зі складним генетичним захворюванням – недосконалий остеогенез або хвороба «Кришталевої людини».

## Наукова діяльність та винаходи
- 1987-1992 рр. Високоякісний універсальний ріжучий інструмент для хірургії кісток, Асоціація «Трико-Оніс-Ескулап», Київ, Україна
- 1991 р. Пристрій для репозиції кісткових уламків[4]
- 1982 р. Апарат для лікування над- і черезвиросткових переломів плечової кістки[5]
- 2006 р. Апарат Векліча для зовнішньої черезкісткової фіксації при корекції вальгусної деформації шийки стегна[6]
- 2006 р. Спосіб Векліча корекції вальгусної деформації шийки стегна[7]

## Участь у професіональних спілках
- Академік Української академії наук;

- Академік Векліч В.В. є дійсним членом Всесвітньої асоціації травматологів та ортопедів SICOT, ASAMI.

### Публікації
2013 р. “Сучасний остеотинез в лікуванні політравми у дітей та підлітків” - Травма,;
2004 р. "Основи контрольованого траноссенного остеосинтезу";
2003 р. "Основи контрольованого транстостеального остеосинтезу" (у співавторстві);
У книзі вперше представлені результати експериментальних, теоретичних та практичних досліджень, що підтверджують застосування методу Ілізарова. Запропоновано системне уявлення, що пояснює тісний зв’язок між загоєнням переломів та механізмом саморегуляції кровопостачання постраждалої кінцівки. Продовжуються біологічні наслідки регульованих силових впливів, що утворюються в приладі системи-кістка-кінцівки при стисненні та руйнуванні остеосинтезу.
Призначений для травматологів, хірургів та дослідників у галузі загоєння переломів кісток.
2003 р. "Раннє багатоетапне хірургічне лікування при вроджених вадах проксимальної стегнової кістки за допомогою пристрою Ілізарова";
2001 р. "Попередження розвитку запальних ускладнень в м'яких тканинах і ранових каналах навколо спиць і стрижнів" (у співавторстві);
2000 р. "Метод Ілізарова: сутність, відмінні риси та клінічне значення, ортопедія, травматологія та протезування";
1999 р. "Можливості транскозального остеосинтезу для Підвищення ефектівності лікування вроджених помилковості суглобів";
1999 р. "Лікування кісткових дефектів технікою контрольованого транскозного остеосинтезу з урахуванням розгляду переломів та їх наслідків як ангіотравматологічної проблеми";
1998 р. "Компресійно-відволікаючий метод заміщення дефектів кісток при лікуванні туру на нижніх кінцівках" (у співавторстві);
1996 р. "Синдром перелому. На підставі клінічних та експериментальних дат було продемонстровано ранні прогнози результатів лікування переломів за допомогою індивідуальної оцінки, компенсація перерозподілу різкого кругового порушення в травмованих кінцівках"(у співавторстві);
1996 р. "Сутність методу Ілізарова з позиції аналізу силової взаємодії в системі апарат-кістка-кінцівка" (у співавторстві);
1995 р. "Патогенетична класифікація ранніх посттравматичних ускладнень та їх найближчий вплив" (у співавторстві);
1989 р. "Київський науково-дослідний інститут ортопедії: Лікування дітей та підлітків з неправильно зростаючими переломами, вивихами та посттравматичними деформаціями ліктьового суглоба"(у співавторстві).

### Наукові Презентації
30 жовтня - 1 листопада 2002 р. 3-D Всевоєнна конференція з міжнародною участю, інфекція в хірургії - проблема сучасної Росії, Векліч В. В. та ін.: Використання комбінації неоміцину та бацитрацину для запобігання запальних ускладнень навколо шпильок і стрижні в транстостеальному остеосинтезі;
9–10 вересня 1999 р. Науково-практична конференція, присвячена 80-річчю Українського науково-дослідного інституту травматології та ортопедії, Україна, Векліч В.В. та ін .: Можливості транскозального остеосинтезу для підвищення ефективності лікування вроджених помилкових суглобів;
1998 р. Наукова конференція, присвячена 80-річчю від дня народження академіка Шалімова "Актуальні проблеми судинної хірургії", Україна, Дрюк Н.Ф., Самсонов А.В., Векліч В.В. та ін. Артерії дистальних кінцівок;
9-10 жовтня 1997 р. Науково-практична конференція "Гематогенний остеомієліт та його наслідки у дітей (профілактика, діагностика, лікування, реабілітація)", Україна, Векліч В.В. та ін .: Шляхи вдосконалення лікування травматичного остеомієліту та його вплив на методи керованого транскозального остеосинтезу;
21-22 листопада 1996 р. Науково-практична конференція "Роль центрів кісткової та гнійної хірургії в діагностиці, профілактиці та лікуванні хворих на остеомієліт в Україні", Україна, Векліч В. В., Стезула В.І. та ін .: Шляхи оптимізації тактики лікування травматичного остеомієліту із застосуванням контрольованого транскозного остеосинтезу;
21-22 жовтня 1996 р. Науково-практична конференція "Роль центрів кісткової та гнійної хірургії в діагностиці, профілактиці та лікуванні хворих на остеомієліт в Україні", Україна, Коструб О.О., Векліч В.В., Тарнавський В.Ф. та ін .: Комплексне хірургічне лікування гнійного травматичного артриту гомілковостопних суглобів;
11-13 жовтня 1996 р. Конгрес ортопедів та травматологів Республіки Вірменія, ювілейна конференція з нагоди 50-річчя Центру травматології та реабілітації MC AR, Вірменія, Коструб О.О., Векліч В.В., Тарнавський В.Ф., Київський науково-дослідний інститут ортопедії та ін al .: Використання іммобілізованих на поліорганосилоксанах медикаментів для профілактики та лікування гнійних ускладнень після пошкодження опорно-рухового апарату;
10-11 жовтня 1996 р. IV Конференція ортопедів та травматологів Молдови, Республіки Молдова, Коструб О.О., Гризай Н.П., Тарнавський В.Ф., Векліч В.В. та ін .: Хірургічне лікування гнійного посттравматичного кокситу;
1996 р. Перша міжнародна п’ята республіканська науково-практична конференція ортопедів та травматологів Криму «Подовження кінцівок та заміна дефектів кісток», Україна, Коструб А.А., Векліч В.В., Таранавський В.Ф. та ін .: Трансостеальний остеосинтез шляхом зовнішньої фіксації при множинних та комбінованих травмах кісток;
26-27 жовтня 1995 р. Українська науково-практична конференція "Сучасні основи реабілітації та медико-соціальної експертизи при ударних травмах та ортопедичних захворюваннях", Україна, Стезула В.І., Векліч В.В. та ін .: Патогенетичні основи реабілітації посттравматичних захворювань кінцівок;
25-26 травня 1995 р. Українська науково-практична конференція «Тактика відновного лікування та реабілітації при травмах нижніх кінцівок, Україна, Векліч В.В., Стезула В.І., Пустовойт М.І. та ін .: Електростимуляція кісткового утворення при транскозальному остеосинтезі;
21–25 травня 1995 р. Перша міжнародна організація з виставковою виставкою проєктів «Аерокосмічна промисловість та екологія. Проблеми каверсії та безпеки ”, Україна, Векліч В.В., Стезула В.І. та ін .: Порушення регіонального кровообігу при виникненні остеопорозу в умовах невагомовності;
14-17 вересня 1993 р. Конгрес ортопедів та травматологів СНД, Росія, Векліч В.В., Сівак Н.Ф. та ін .: Застосування транскозального остеосинтезу при транскондилярних та супракондилярних переломах плечової кістки у дітей;
25–26 листопада 1992 р. Київська науково-практична конференція «Теоретичні та клінічні аспекти кісткової та гнійної інфекції», Україна, Коструб О.О., Веклич В.В., Ковальчук А.В., Поляченко Ю.В., Гунько Ю.Г., Київський науково-дослідний інститут ортопедії та ін .: Стратегія лікування посттравматичного гнійного кокситу;
1992 р. Перша республіканська науково-практична конференція ортопедичної травми та Криму, Україна, Коструб А.А., Гайко Г.В., Вернігора І.П., Векліч В.В., Поляченко Ю.В., Ковальчук А.В., Київський науково-дослідний інститут ортопедії та ін .: Гнійні ускладнення під час остеосинтезу відкритого та закриті травми колінного суглоба. Тактика лікування;
Вересень 1991 р. V з’їзд ортопедів та травматологів Білоруської РСР, Білоруської РСР, Векліч В.В. та ін .: Використання електричної стимуляції репаративного остеогенезу в комплексному лікуванні псевдартрозу та дефектів трубчастих кісток, ускладнених гнійною інфекцією;
19–20 грудня 1990 р. Республіканська науково-технічна конференція «Інвалідність від травм та захворювань опорно-рухового апарату, питання реабілітації», Векліч В. В. та ін.: Реабілітаційне лікування осіб з інвалідністю з вадами стегнової та великогомілкової кісток, ускладнених остеомієлітом;
4–6 жовтня 1988 р. Конгрес геронтологів та геріатрів УРСР, СРСР, Панченко М.К., Вернігора І.П., Гризай Н.П., Коструб А.А., Векліч В.В., Київський науково-дослідний інститут ортопедії та ін .: Лікування хронічного остеомієліту та гнійного артриту у віці та літні пацієнти;
27-29 листопада 1984 р. Республіканська конференція молодих вчених і лікарів, СРСР, Векліч В. В. та ін.: Лікування транскондиларних і надкондилярних переломів плечової кістки у дітей методом автора.

### Участь у наукових семінарах
1989 р. ІІІ Міжнародний семінар з удосконалення апарату зовнішньої фіксації та методу «Апарат зовнішньої фіксації та методи травматології та ортопедії», СРСР, Векліч В. В.: Нові апарати, виготовлені із стрижнів та проводів для лікування руйнування;
21-22 липня 1998 р. Пленум ортопедів та травматологів України, Україна, Векліч В.В.: Відмінність характеристик та сутності остеосинтезу чрескожних органів Ілізарова.